# Procès de Burgos
Le procès de Burgos (en espagnol : proceso de burgos, juicio de Burgos ou encore Consejo de Guerra de Burgos — « conseil de guerre de Burgos ») est un procès sommaire entamé le 3 décembre 1970 dans la ville espagnole de Burgos à l'encontre de seize membres de l'organisation armée nationaliste basque Euskadi ta Askatasuna (ETA), accusés des assassinats de trois personnes au cours de la dictature franquiste.
Les mobilisations populaires et la pression internationale ont permis à six des inculpés d'éviter la peine de mort.

## Accusés et peines prononcées
- Eduardo Uriarte Romero : deux peines de mort et 30 ans de prison ; il cofonde par la suite le parti nationaliste de gauche Euskadiko Ezkerra et est actuellement membre du Parti socialiste du Pays basque-Gauche basque-PSOE
- Jokin Gorostidi Artola : deux peines de mort et 30 ans de prison ; il milite par la suite pour Herri Batasuna
- Xabier Izko de la Iglesia : deux peines de mort et 27 ans de prison ; il milite par la suite pour Euskadito Ezkerra
- Mario Onaindia Natxiondo : une peine de mort et 51 ans de prison ; il cofonde par la suite Euskadiko Ezkerra et milite par la suite au sein du Parti socialiste du Pays basque-Gauche basque-PSOE
- Xabier Larena (es) : une peine de mort et 30 ans de prison ; il milite par la suite pour Euskadito Ezkerra
- Unai Dorronsoro (es) : une peine de mort ; il milite par la suite pour le Mouvement communiste basque (EMK)
- Bittor Arana Bilbao : 70 ans de prison ; il milite par la suite au sein des Comisiones Obreras
- Josu Abrizketa Korta : 62 ans de prison ; il devient par la suite membre de l'ETA avant d'être déporté à Cuba
- Ione Dorronsoro (ca) : 50 ans de prison ; il milite par la suite pour l'EMK
- Enrique Gesalaga Larreta : 50 ans de prison ; il devient par la suite syndicaliste
- Jon Etxabe Garitacelaya : 50 ans de prison ; il milite par la suite à la Ligue communiste révolutionnaire et à STEE-EILAS
- Gregorio López Irasuegi (ca) : 30 ans de prison
- Itziar Aizpurua Egaña : 15 ans de prison ; elle devient par la suite militante d'Herri Batasuna
- Julen Kalzada (ca) : 12 ans de prison ; il devient linguiste et professeur de basque
- Antton Karrera (es) : 12 ans de prison ; il milite par la suite pour les Comisiones Obreras, la Ligue communiste révolutionnaire et Ezker Batua-Berdeak
- Arantxa Arruti Odiozola : absoute

## Dans la culture populaire
- El proceso de Burgos (es), documentaire d'Imanol Uribe (1979)
- El proceso de Burgos 25 años después, documentaire de Joseba Macías (1995)
- Luna caliente, film de fiction de Vicente Aranda (2010)[1]

### Presse
- Édouard Bailby, « Décembre 1970 : le procès de Burgos », sur lexpress.fr, L'Express, 14 décembre 1970.